# منخر
آلفا نهنگ یک ستاره است که در صورت فلکی نهنگ قرار دارد.